# Joe Furstinger
Joe Furstinger (ur. w Rancho Santa Margarita) – amerykański koszykarz występujący na pozycjach silnego skrzydłowego lub środkowego, obecnie zawodnik Polpharmy Starogard Gdański.
W sezonie 2018/2019 był piątym strzelcem ligi macedońskiej (16,5) i czwartym blokującym (1,1).
8 lipca 2019 dołączył do GTK Gliwice.
16 października 2020 został zawodnikiem Polpharmy Starogard Gdański.

## Osiągnięcia
Stan na 1 listopada 2020, na podstawie, o ile nie zaznaczono inaczej.
NCAA
- Wicemistrz turnieju konferencji Mountain West (MWC – 2018)
- Zaliczony do I składu turnieju Mountain West (2018)

Indywidualne
(* – nagrody przyznane przez portal eurobasket.com)
- Najlepszy środkowy ligi macedońskiej (2019)*
- MVP kolejki ligi macedońskiej (2x - 2018/2019)
- Zaliczony do I składu*:
  - ligi macedońskiej (2019)
  - zawodników zagranicznych ligi macedońskiej (2019)